# Opus isodomum

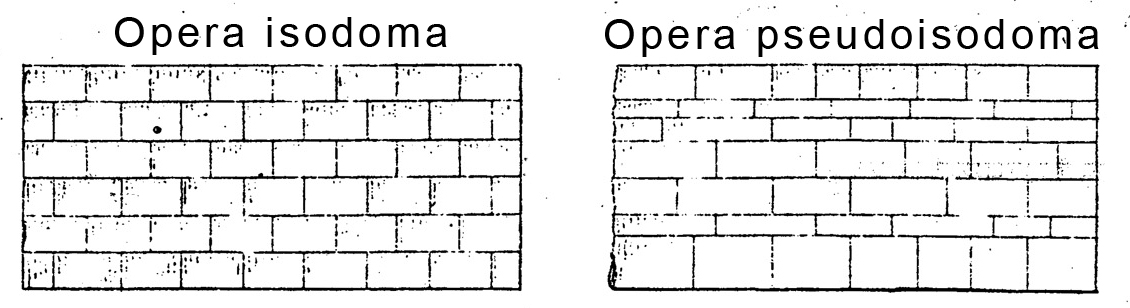

Opus isodomum oder Isodomes Mauerwerk (vom altgriechischen ἴσος gleich und δόμος Schicht) ist eine Mauertechnik aus Natursteinquadern. Mit isodom wird ein Mauerwerk bezeichnet, dessen Quader alle die gleiche Höhe haben. Beim pseudoisodomen Mauerwerk (Opus pseudoisodomum) sind die Steine innerhalb einer Schicht gleich, aber von Lage zu Lage unterschiedlich hoch.
Die in der Archäologie und im Bauwesen verwendeten Bezeichnungen sind bekannt seit Vitruvs Werk De Architectura, und wurden seither von Architekturtheoretikern beschrieben.
Während isodomes Mauerwerk in der gesamten Architekturgeschichte bei repräsentativen Bauten regelmäßig Anwendung fand, ist pseudisodomes Mauerwerk mit regelmäßig abwechselnden Höhen der Steinlagen ein Kennzeichen klassizistischer Architektur.

Beispiele
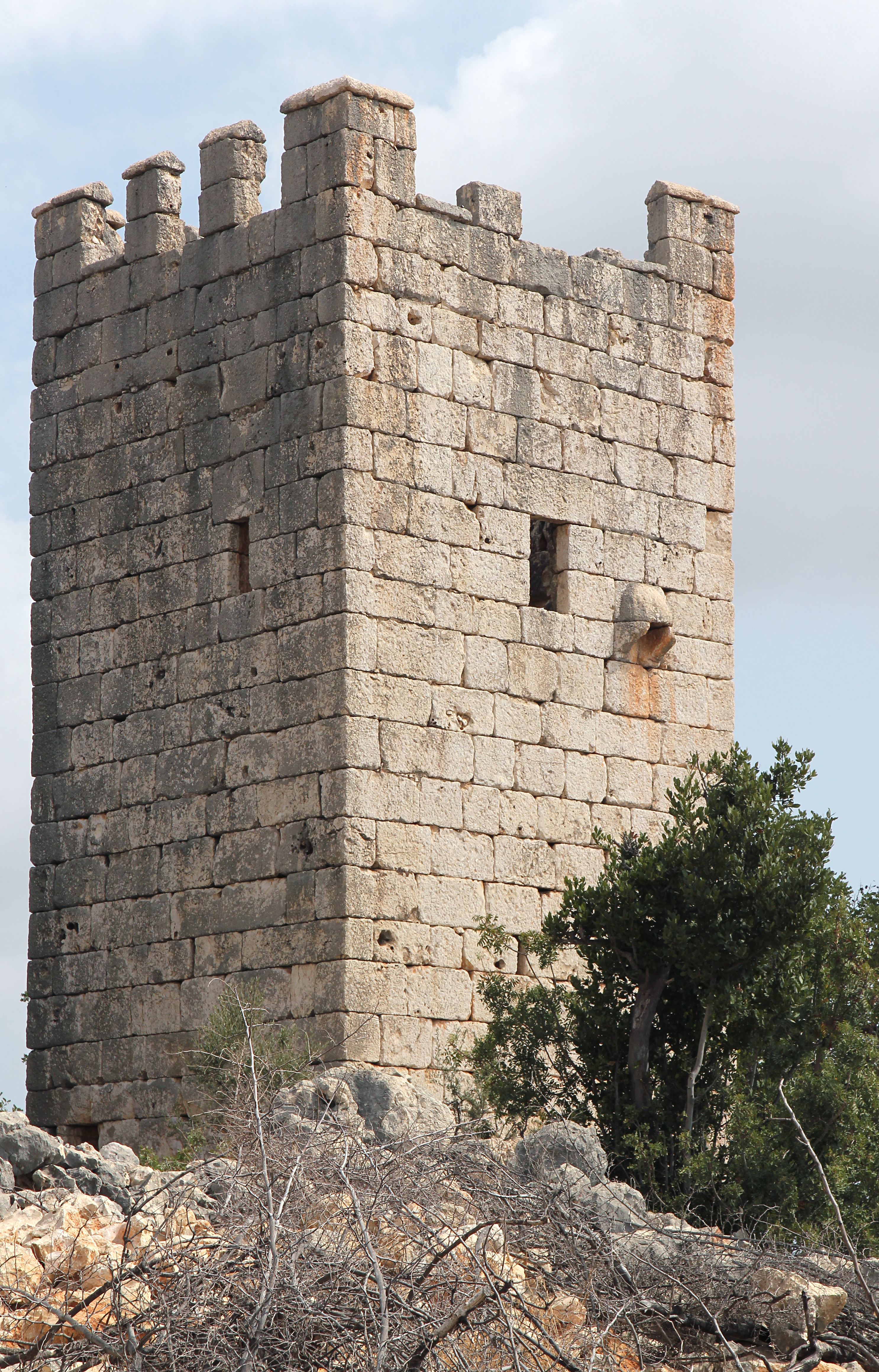
Kilikischer Turm mit isodomem Mauerwerk
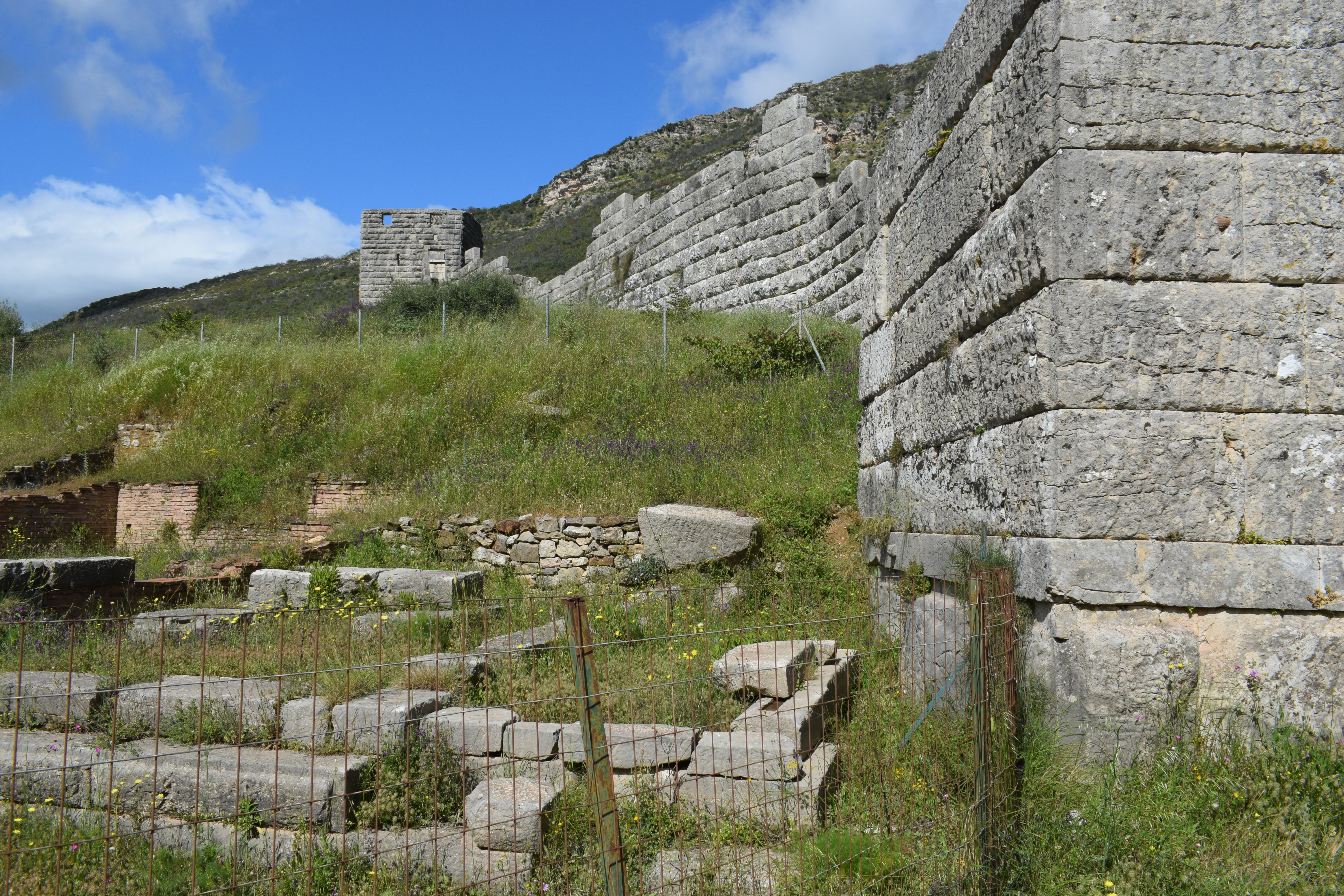
Isodomes Mauerwerk in Messene (Griechenland)
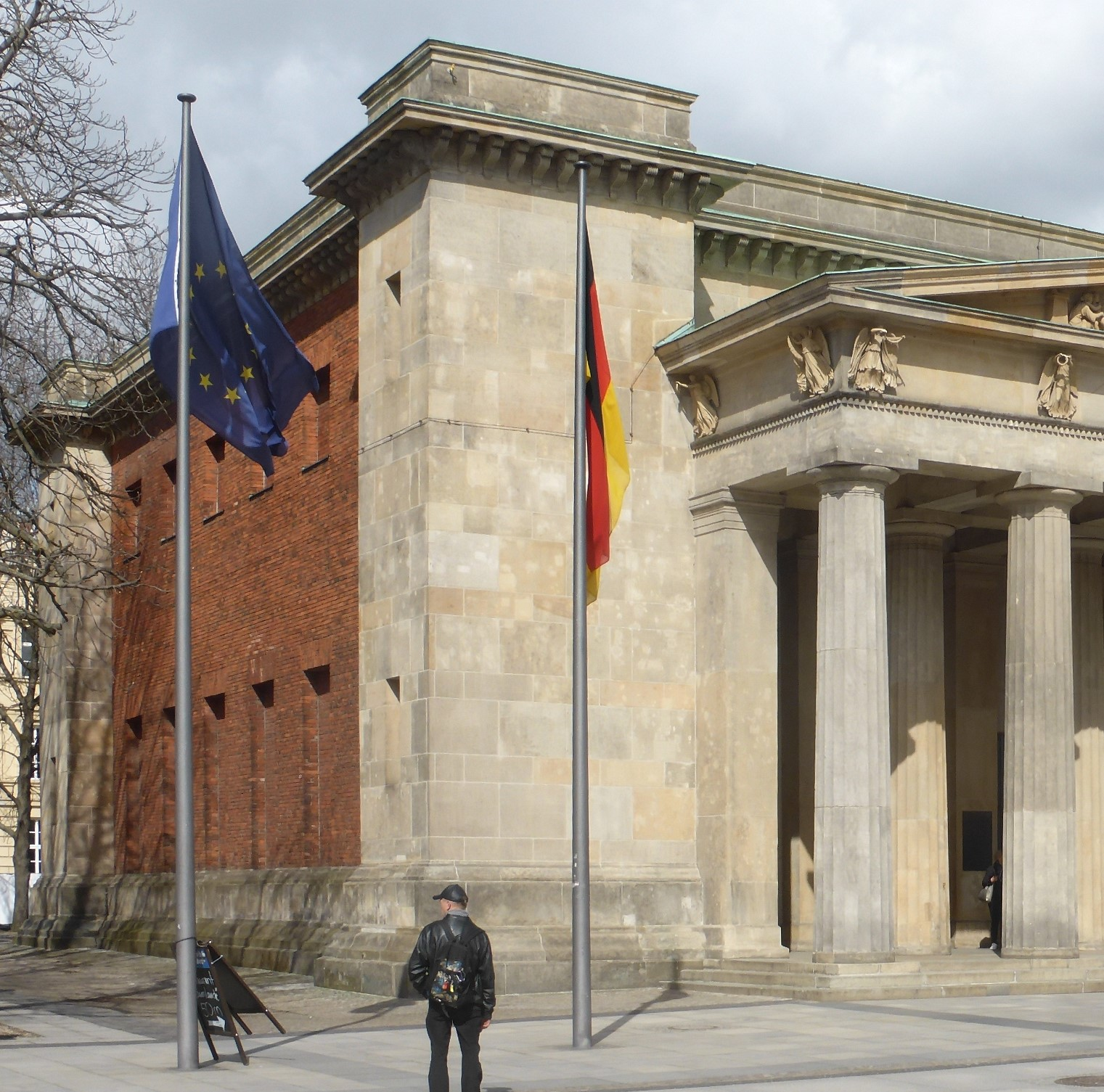
Neue Wache (Berlin) mit pseudisodomem Mauerwerk an den Eckpylonen (errichtet 1816–1818, Architekt Karl Friedrich Schinkel)
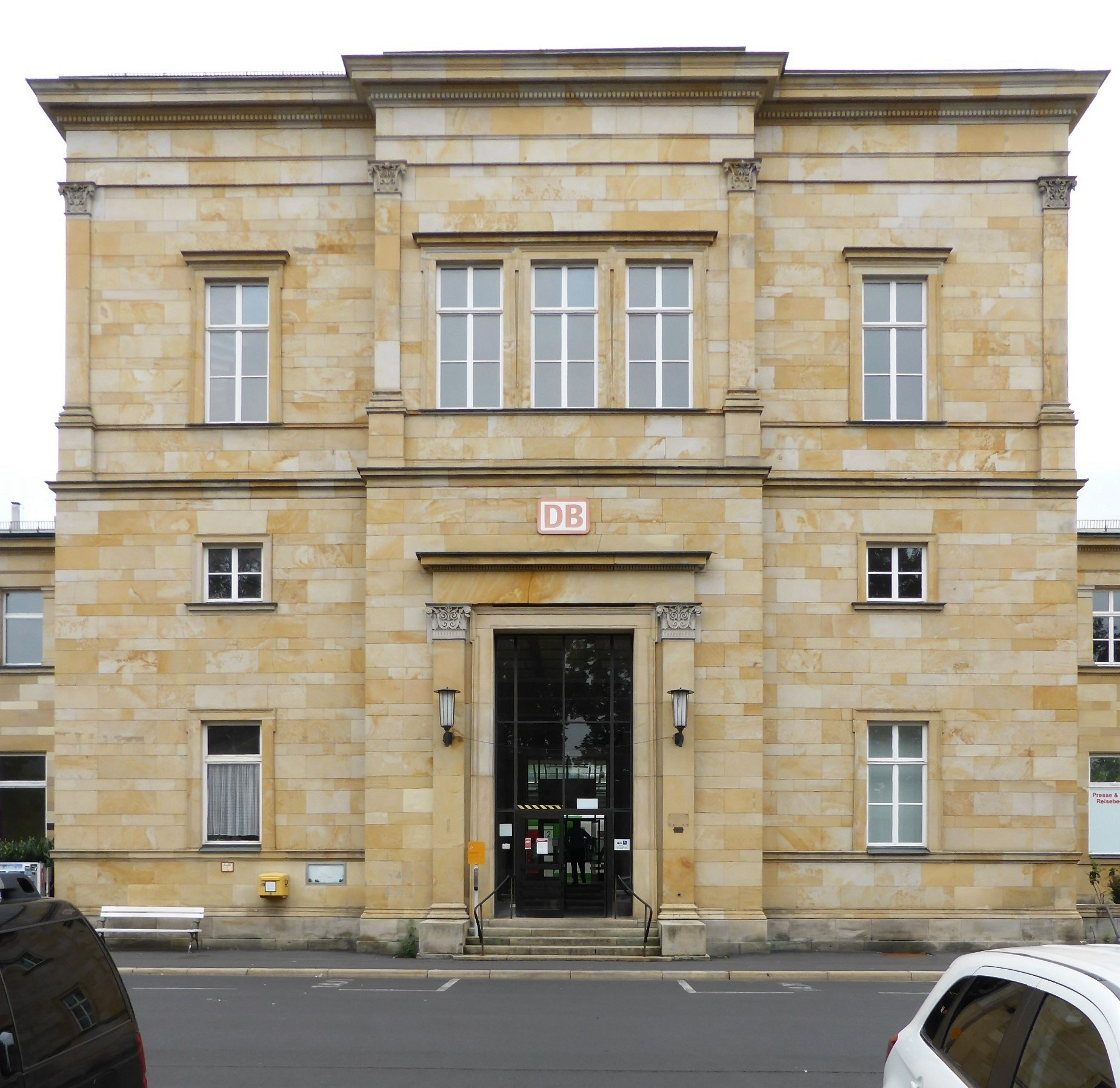
Pseudisodomes Mauerwerk am Empfangsgebäude des Bahnhofs Bad Kissingen (eröffnet 1874)
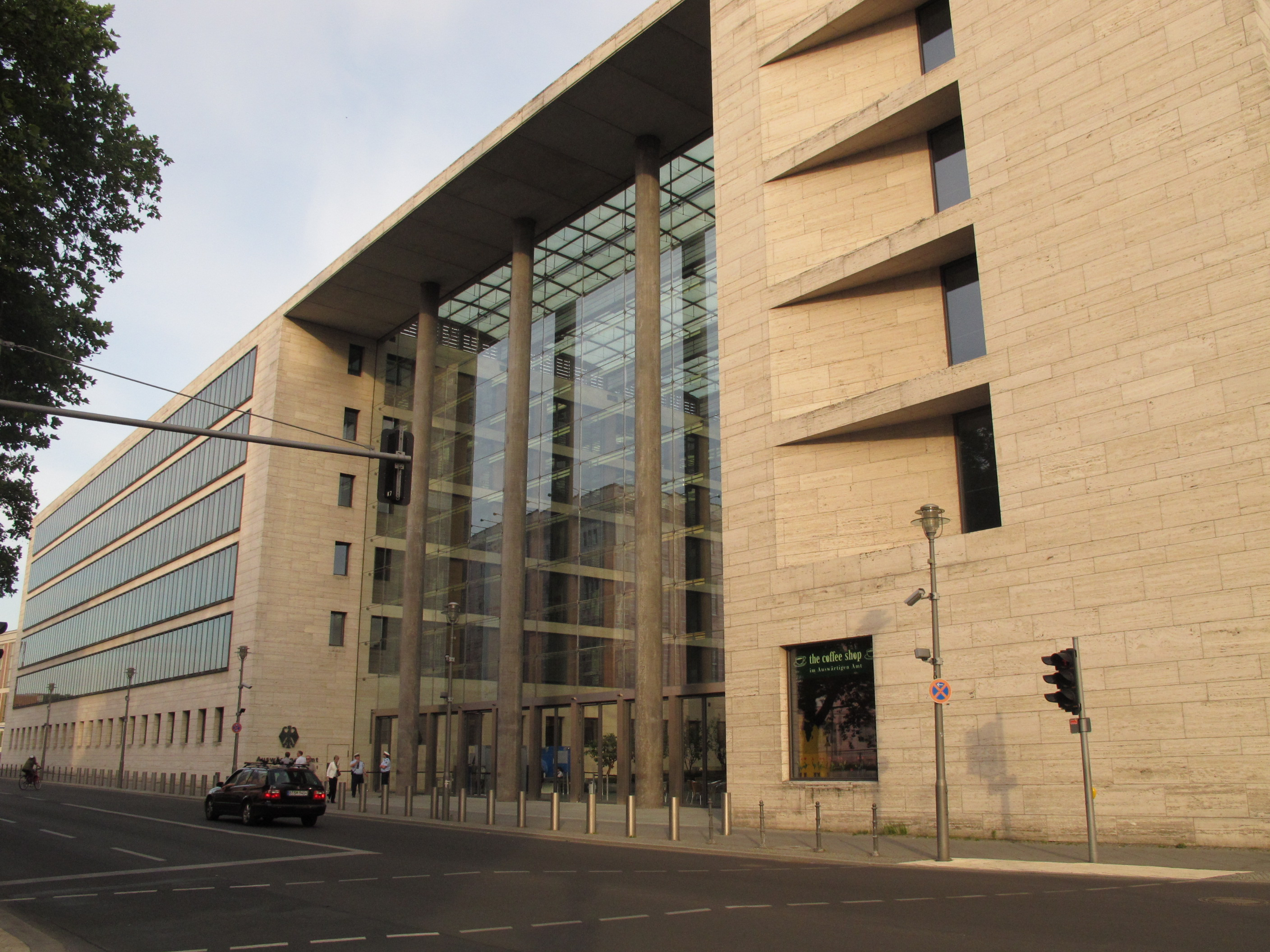
Pseudisodomes Mauerwerk am Auswärtigen Amt, Berlin (errichtet 1996–1999, Architekt Hans Kollhoff)
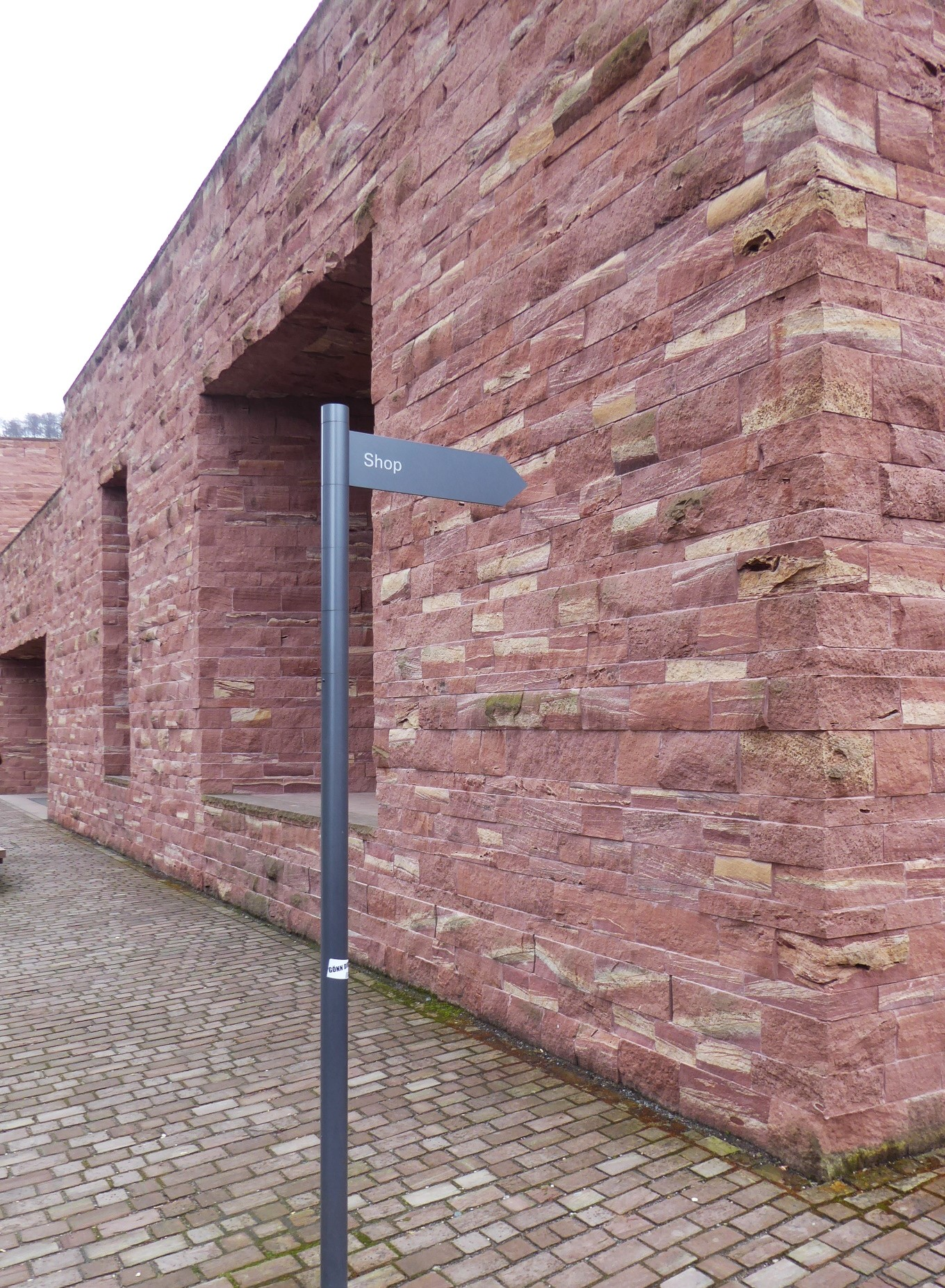
Pseudisodomes Rustikamauerwerk am Besucherzentrum des Heidelberger Schlosses (errichtet 2010–2011, Architekt Max Dudler[4])